# Centrale nucléaire du Rajasthan
La centrale nucléaire du Rajasthan (en anglais Rajasthan Atomic Power Station - RAPS) est située au bord de la rivière Chambal, à environ 65 km de la ville de Kota dans le district de Chittorgarh de l'État du Rajasthan. La localité la plus proche est Tamlao, Rawatbhata qui est située à 11 km. Le propriétaire et exploitant de ce site est la Nuclear Power Corporation of India Ltd.
Le 23 juin 2012, 38 personnes ont été exposées à une fuite lors de travaux de maintenance sur une chaîne de refroidissement, selon un responsable du site. Deux d'entre eux ont reçu des doses de radiations équivalentes à la limite annuelle admise, mais tous ont repris le travail.
Le 19 juillet 2012, quatre ouvriers ont été exposés à des radiations alors qu'ils réparaient un joint déficient sur un tuyau.

## Description
Cette centrale a constitué pour l'Inde la première construction d'un réacteur à eau lourde pressurisée (PHWR) du type CANDU. Elle a été engagée initialement avec l'aide des Canadiens.
Après les essais nucléaires militaires réalisés par l'Inde en 1974, le Canada s'est retiré de la collaboration, ceci contraignant les Indiens à poursuivre la construction avec leurs seuls moyens.
Néanmoins, et après de nombreux incidents les deux réacteurs déjà commencés ont été achevés et rendus opérationnel :
- RAPS-1, 100 MWe, qui a atteint le seuil critique le 11 août 1972,
- RAPS-2, 200 MWe, critique en 1980.

En 1990 démarre, dans le cadre du programme nucléaire indien, un chantier pour deux autres réacteurs à eau lourde pressurisés construits sur le même site :
- RAPS-3, 220 MWe, critique en 1999,
- RAPS-4, 220 MWe, critique en 2000.

À partir de 2002 débute un nouveau chantier pour 2 réacteurs supplémentaires à eau lourde pressurisée :
- RAPS-5, 220 MWe, critique en 2009,
- RAPS-6, 220 MWe, critique en 2010,

En 2011 commence un nouveau chantier pour 2 réacteurs supplémentaires d'une puissance unitaire de 700 mégawatts électriques : RAPS-7 et RAPS-8. Début 2024, ces réacteurs sont toujours en construction.